# Spy Kids 4: All the Time in the World
Spy Kids 4: All the Time in the World (titulada Mini espías 4: Los ladrones del tiempo en Hispanoamérica, y Spy Kids 4: Todo el tiempo del mundo en España) es una película de aventura y misterio dirigida por Robert Rodríguez y la cuarta entrega de la saga Spy Kids. Se estrenó el 19 de agosto de 2011 en 4D y 3D en Estados Unidos y el 20 de enero de 2012 en Latinoamérica. La filmación comenzó el 27 de octubre de 2010.

## Argumento
La agente de OSS Marissa Cortéz (Jessica Alba) está intentando capturar a un criminal llamado Tick Tock (Jeremy Piven), quien compra un mini-disco robado de OSS. A pesar de estar embarazada de nueve meses, continúa su búsqueda contra las advertencias de su jefe, Danger D'Amo (también interpretada por Piven). Tick Tock es capturado y se recupera el minidisco, que contiene información sobre un arma de destrucción masiva llamado Proyecto Armageddon.
En el hospital, Marissa se encuentra con  su esposo Wilbur (Joel McHale), que es un cazador de espías, quien cree que es decoradora de interiores, y sus dos hijastros, los hermanos Rebecca (Rowan Blanchard) y Cecil (Mason Cook). Marissa da a luz a una hija, Maria. Apenas ya pasó un año desde el parto, Rebecca no acepta a Marissa como reemplazo de su madre fallecida, y se deleita en hacerle bromas. Intentando fortalecer su relación con Rebecca, Marissa le da un collar de zafiro rojo que, según dice, le dieron sus padres cuando tenía la edad de Rebecca.
Los medios informan que el tiempo se está acelerando a un ritmo creciente. Un cerebro criminal llamado "El Relojero" se responsabiliza, diciendo que desatará el Proyecto Armaggedon como castigo en una sociedad que cree que pierde el tiempo con actividades sin sentido en lugar de atesorar el tiempo con los seres queridos. El Relojero exige que Tick Tock le traiga el zafiro Chronos, que se revela como la joya del collar que Marissa le dio a Rebecca. La OSS saca a Marissa de su retiro y le ordena que traiga al zafiro Chronos con ella. Cuando Marissa se lo pide a Rebecca, esto tensa aún más su relación. Cuando Marissa llega a la sede de OSS, descubre que la caja que Rebecca le dio no contenía la joya, sino que contenía comida para bebés.
Los secuaces de Tick Tock irrumpen en la casa de Marissa, y Rebecca y Cecil son llevados a refugiarse en una "Habitación de Pánico", donde ven un video de Marissa informándoles sobre su carrera secreta y que su perro Argonauta es revelado como un robot androide parlante (Ricky Gervais). Los hermanos escapan y van a la sede de OSS, donde la sobrina de Marissa y su prima, Carmen Cortez (Alexa Vega), les ofrece a los gemelos un recorrido por la extinta división Mini espías.
Rebecca y Cecil pretenden ir tras El Relojero, debido a que Marissa no logra nada aún. Su búsqueda los lleva a una tienda de relojes, que es la sede de Tick Tock. Los gemelos ven un video del Experimento de Wells, que revela la naturaleza del zafiro Chronos en el collar de Rebecca, ya que salva a un niño congelado en el tiempo por el experimento. Los gemelos son capturados por Tick Tock, pero son rescatados por Marissa y Carmen, aunque Tick Tock logra robar el Zafiro. Las investigaciones de Wilbur lo llevan a la tienda de relojes, pero se sorprende al saber que Marissa es una espía. Cuando destruye la filmación que él y su camarógrafo filmaron de la batalla, es despedido y se aleja de Marissa y los niños.
A medida que el tiempo avanza indebidamente, los agentes de la OSS forman una asamblea de emergencia para informar sobre el Experimento de Wells (nombre anterior del Proyecto Armageddon). Se cuenta que en el año 1936, la OSS cerró el experimento por su alto riesgo y puso el dispositivo en bloqueo. Entre los agentes asignados al caso se encuentra el hermano separado de Carmen, Juni Cortez (Daryl Sabara), quienes no se habían volver a verse por 7 años. Los hermanos se enfrentan a Danger por el hecho de que su reloj es similar al usado por el Guardián del Tiempo, y su nombre es un anagrama de "Armageddon", por lo que él se revela que es el Relojero y los aprisiona. Cuando un grupo de agentes de OSS liderados por Marissa, Carmen y Juni regresan a la tienda del reloj para enfrentarse al Relojero, él congela a los agentes a tiempo usando circuito en sus credenciales de identificación y hace lo mismo en 18 ciudades importantes. Juni, quien no se congeló debido a que Carmen lanzó airadamente su placa de identificación, logró liberar a Marissa y Carmen.
Mientras tanto, Rebecca y Celcil logran salir después de ser inspirados por una videollamada de Juni y van tras Danger. Él revela que su padre era el jefe del Experimento de Wells, y él era el niño congelado en el tiempo. Su padre pasó el resto de su vida intentando sin éxito liberarlo. Largo tiempo después, la OSS encuentra una piedra del espacio caída desde el cielo, que es el zafiro Chronos y logra liberarlo, para después cerrar el experimento, aunque desde ese momento, Danger sufre redormimento y arrepentimiento por no hacerle caso a su padre. Ahora planea usar el dispositivo Armageddon para retroceder en el tiempo y "recuperar" su debido tiempo con su padre. Cecil deduce que Danger ya lo ha intentado varias veces, pero cada vez vuelve peor y señala que Tick Tock y sus infinitos secuaces son versiones de sí mismo. Rebecca le dice a Danger que debe usar la hora que tiene sabiamente en lugar de tratar de adquirir más. Cuando se abre el vórtice de tiempo, Danger finalmente se encuentra con su padre, luego regresa como un anciano confesando de que Cecil tenía razón, nadie puede cambiar nada del pasado. Él apaga el dispositivo y Tick Tock es detenido por Wilbur, quien se reúne con Marissa y los niños. Pero cuando Tick Rock trata de escapar, María lo tira al piso, revelándose que tiene superfuerza. Carmen y Juni anuncian que coliderarán un programa Mini espías revivido, mientras que Rebecca y Cecil se convierten en reclutadores de nuevos agentes, incluidos los niños que ven la película.

## Elenco
- Jessica Alba como Marissa Cortez.
- Joel McHale como Wilbur Wilson.
- Rowan Blanchard como Rebecca Wilson.
- Mason Cook como Cecil Wilson.
- Ricky Gervais como la voz de Argonauta.
- Alexa Vega como Carmen Cortez.
- Daryl Sabara como Juni Cortez.
- Danny Trejo como Machete Cortez (Cameo).
- Jeremy Piven como Danger D'Amo / Tick Tock / El cronometador.
- Jett Good como Danger D'Amo de joven.
- Chuck Cureau como el presentador del noticiero de la OSS.
- Jonathan Breck como Jefe de Wilbur.

## Producción
Robert Rodriguez fue motivado por un incidente en el set de la película Machete para comenzar imaginando una cuarta película de la saga Spy Kids. La estrella Jessica Alba tuvo entonces a su bebé de un año de edad, Honor Marie, y estaba vestida para aparecer en cámara cuando el pañal de su bebé "explotó". Al mirar a Alba cambiar el pañal tratando de no ensuciar su ropa, Rodríguez empieza a pensar "¿Qué pasaría con una mamá espía?".
La producción de la película fue oficialmente lanzada el 25 de septiembre de 2009, seis años después del estreno de Spy Kids 3-D: Game Over, por Dimension Films. El guion de la película fue completado por Robert Rodriguez en diciembre de 2009. El título de la película fue revelado oficialmente como Spy Kids 4: Todo el tiempo del mundo el 24 de marzo de 2010. El rodaje de la película comenzó en octubre de 2010. El tráiler oficial fue lanzado el 26 de mayo de 2011 durante el estreno de  Kung Fu Panda 2 y el 3 de junio de 2011 durante X-Men: primera generación.

## Recepción
La película recibió en su mayoría críticas desfavorables, con una puntuación de 23% en Rotten Tomatoes. Tiene una puntuación de 37 sobre 100 en Metacritic basada en 27 opiniones. Las encuestas de CinemaScore reportaron que los aficionados al cine de grado medio dieron a la película una B de una escala de A-F.

## Taquilla
La película recaudó $ 4 millones en su primer día y $ 11.6 millones de dólares durante el fin de semana en tres días, que debutó en el tercer lugar, solo detrás de The Help y Rise of the Planet of the Apes. Eso estaba en el extremo más bajo de lo esperado, pero un ejecutivo de The Weinstein Company, dijo: "Estamos de acuerdo con este número. Vamos a estar en buena forma con esta película, y jugará por el resto del verano". El fin de semana siguiente, cayó un 48% a US $ 6 millones, y se llevó el sexto lugar, y en el fin de semana siguiente, ganó un adicional de $ 6,8 millones durante el fin de semana de cuatro días. En noviembre de 2011, la película ganó $ 38 millones en los EE. UU. y en todo el mundo $ 85 millones, por lo que es un éxito financiero.

## Lanzamiento en DVD y Blu-Ray
La película fue lanzada en DVD, Blu-ray, 3D Blu-ray y en DVD + Blu-ray + Digital Copy el 29 de septiembre de 2011.

## Secuela
Dimension Films anunció en febrero de 2012 que Spy Kids 5: El Destino, estaba bajo conversaciones para comenzar la producción posiblemente más tarde en 2012 con una fecha de lanzamiento desconocida. El elenco original se espera que regrese.